# Баскус
Баску́с (фр. Bascous) — коммуна во Франции, находится в регионе Юг — Пиренеи. Департамент — Жер. Входит в состав кантона Оз. Округ коммуны — Кондом.
Код INSEE коммуны — 32031.

## География

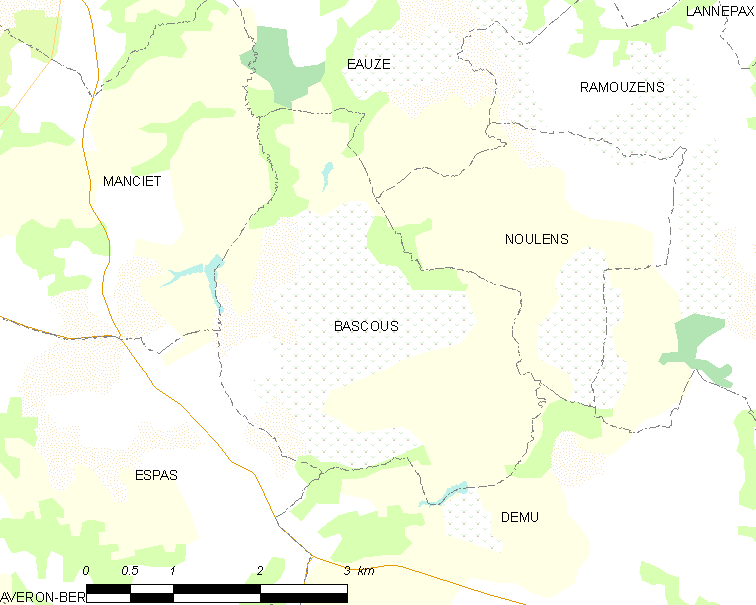
Карта коммуны

Коммуна расположена приблизительно в 590 км к югу от Парижа, в 110 км западнее Тулузы, в 40 км к северо-западу от Оша.
На востоке коммуны протекает река Желиз.

## Климат
Климат умеренно-океанический. Лето жаркое и немного дождливое, температура часто превышает 35 °С. Зимой часто бывает отрицательная температура и ночные заморозки. Годовое количество осадков — 700—900 мм.

## Население
Население коммуны на 2010 год составляло 153 человека.
| 1962 | 1968 | 1975 | 1982 | 1990 | 1999 | 2010 |
| ---- | ---- | ---- | ---- | ---- | ---- | ---- |
| 175  | 159  | 139  | 148  | 144  | 153  | 153  |

## Администрация
| Период | Период | Фамилия             | Партия                  | Примечания |
| ------ | ------ | ------------------- | ----------------------- | ---------- |
| 2001   | 2008   | Поль Лорон          | Разные правые           |            |
| 2008   | 2020   | Мари-Франс Гарзелли | Социалистическая партия |            |

## Экономика
В 2010 году среди 89 человек трудоспособного возраста (15-64 лет) 70 были экономически активными, 19 — неактивными (показатель активности — 78,7 %, в 1999 году было 78,0 %). Из 70 активных жителей работали 67 человек (33 мужчины и 34 женщины), безработных было 3 (2 мужчин и 1 женщина). Среди 19 неактивных 2 человека были учениками или студентами, 11 — пенсионерами, 6 были неактивными по другим причинам.